# Talisa Soto
Talisa Soto, nome artístico de Miriam Bravery Soto (Nova Iorque, 27 de março de 1967), é uma atriz e modelo estadunidense.

## Biografia
Nasceu em Nova Iorque, filha mais nova entre quatro irmãos, de mãe italiana e pai canadense de ascendência porto-riquenha. Sua família mudou-se quando era criança para Northampton, no estado de Massachusetts, onde ela cresceu e foi educada.
Aos 15 anos, ela assinou com uma agência de modelos e começou a trabalhar durante as férias de verão. Em pouco tempo, foi convidada a ir a Paris, onde fotografou com Bruce Weber para a Vogue. Voltando a Northampton para continuar os estudos após o verão, trabalhou ocasionalmente como modelo até completar o ensino secundário. Mais tarde, apareceria em capas de revistas como a Vogue americana e britânica, Elle, Mademoiselle, Glamour e Self e num vídeo com  Nick Kamen e Madonna, Each Time You Break My Heart, em 1986.

## Cinema
Em 1988, Talisa conseguiu seu primeiro papel no cinema, como "India", em Spike of Bensonhurst, um filme modesto com Ernest Borgnine. Mas no ano seguinte, tornou-se mundialmente conhecida como a bond girl Lupe Lamora, no filme 007 Licença para Matar, segundo e último com Timothy Dalton no papel de James Bond. Estrelou também Os Reis do Mambo, com Armand Assante e Antonio Banderas.
Nas últimas duas décadas, ela tem participado de filmes modestos, os mais conhecidos deles sendo Mortal Kombat, onde interpretou o papel da Princesa Kitana, e Don Juan deMarco.
Escohida em 1990 como um das 50 pessoas mais bonitas do mundo pela revista People, Talisa é casada desde 2002 com o também ator Benjamin Bratt, com quem tem duas filhas.

## Filmografia principal
- 2009 — La Mission
- 2002 — Dupla explosiva
- 1997 — Mortal Kombat: Annihilation
- 1997 — Escalada do Poder
- 1996 — Vampirella
- 1995 — Mortal Kombat
- 1995 — Don Juan DeMarco
- 1992 — Os Reis do Mambo
- 1989 — 007 Permissão para Matar